# لويس فيردناند إيلي الأصغر

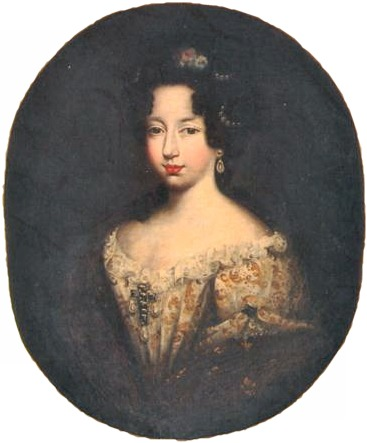
آن ماري دورليان رسمها لويس فيردناند إيلي الأصغر.

لويس فرديناند ايل الأصغر (بالفرنسية: Louis Elle)‏ (1648 في باريس - 1717 في باريس)، رسام صور فرنسي من عائلة رسامين وهو ابن الرسام لويس فرديناند ايل الأكبر وحفيد الرسام فرديناند ايل.